# Saint-Jean-de-Cuculles
Saint-Jean-de-Cuculles (okzitanisch Sant Joan de Cuculas) ist eine französische Gemeinde mit 532 Einwohnern (Stand: 1. Januar 2022) im Département Hérault in der Region Okzitanien (vor 2016: Languedoc-Roussillon). Sie gehört seit 2017 zum Arrondissement Lodève (zuvor Montpellier) sowie zum Kanton Saint-Gély-du-Fesc. Die Einwohner werden Cucullois genannt.

## Geographie
Die Gemeinde Saint-Jean-de-Cuculles liegt in den südlichsten Ausläufern der Cevennen im Einzugsgebiet des Lez, etwa 15 Kilometer nördlich von Montpellier. Umgeben wird Saint-Jean-de-Cuculles von den Nachbargemeinden Valflaunès im Norden und Nordosten, Saint-Mathieu-de-Tréviers im Nordosten und Osten, Le Triadou im Südosten und Süden, Les Matelles im Südwesten und Westen sowie Cazevieille im Westen und Nordwesten.

## Bevölkerungsentwicklung
| Jahr                       | 1962 | 1968 | 1975 | 1982 | 1990 | 1999 | 2009 | 2020 |
| Einwohner                  | 108  | 105  | 147  | 159  | 239  | 352  | 447  | 514  |
| Quellen: Cassini und INSEE |      |      |      |      |      |      |      |      |

## Sehenswürdigkeiten
- Kirche Nativité-de-Saint-Jean-Baptiste aus dem 12. Jahrhundert, seit 1925 Monument historique
- romanische Brücke Pont d'Yorgue

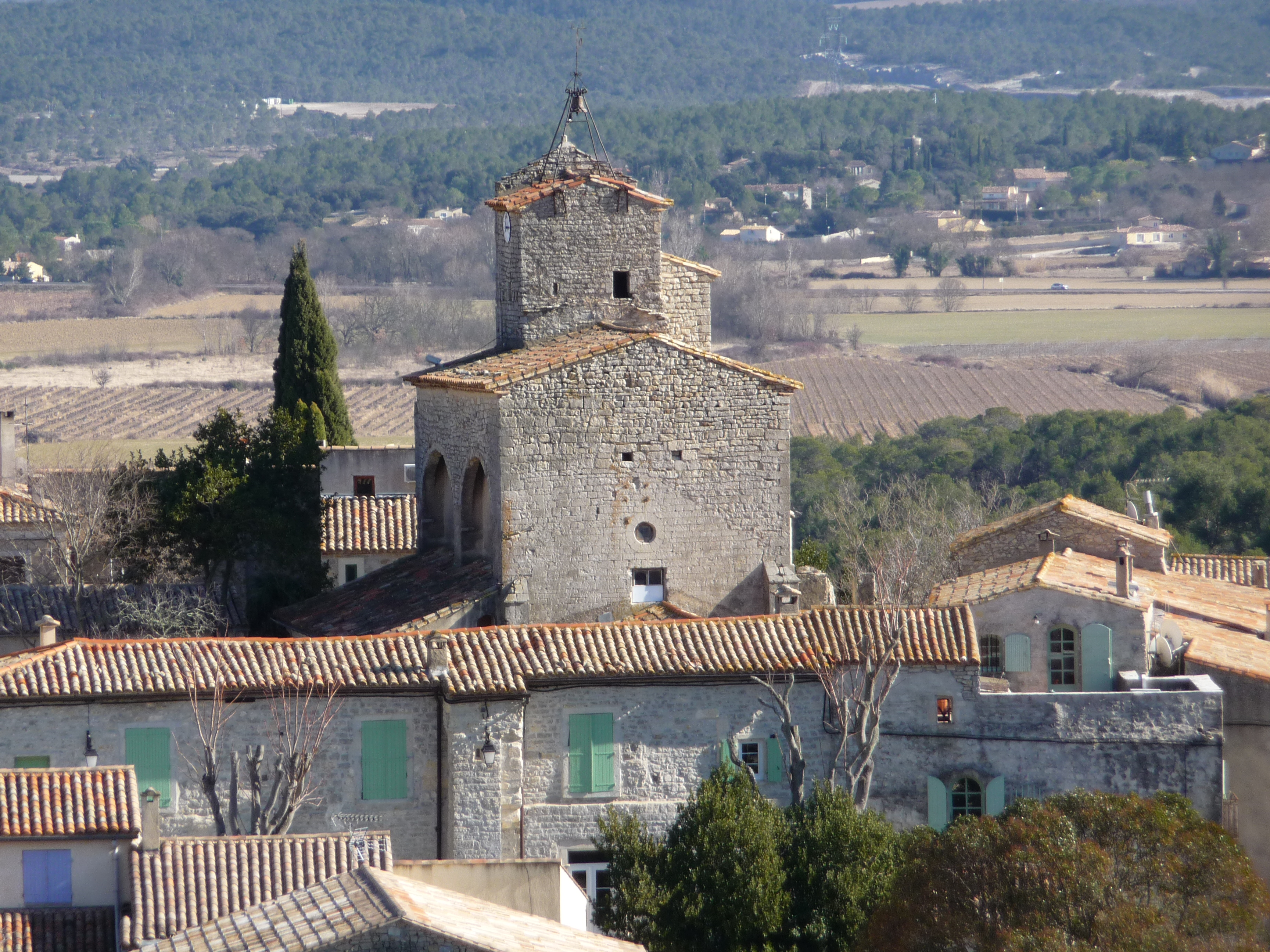
Kirche Nativité-de-Saint-Jean-Baptiste
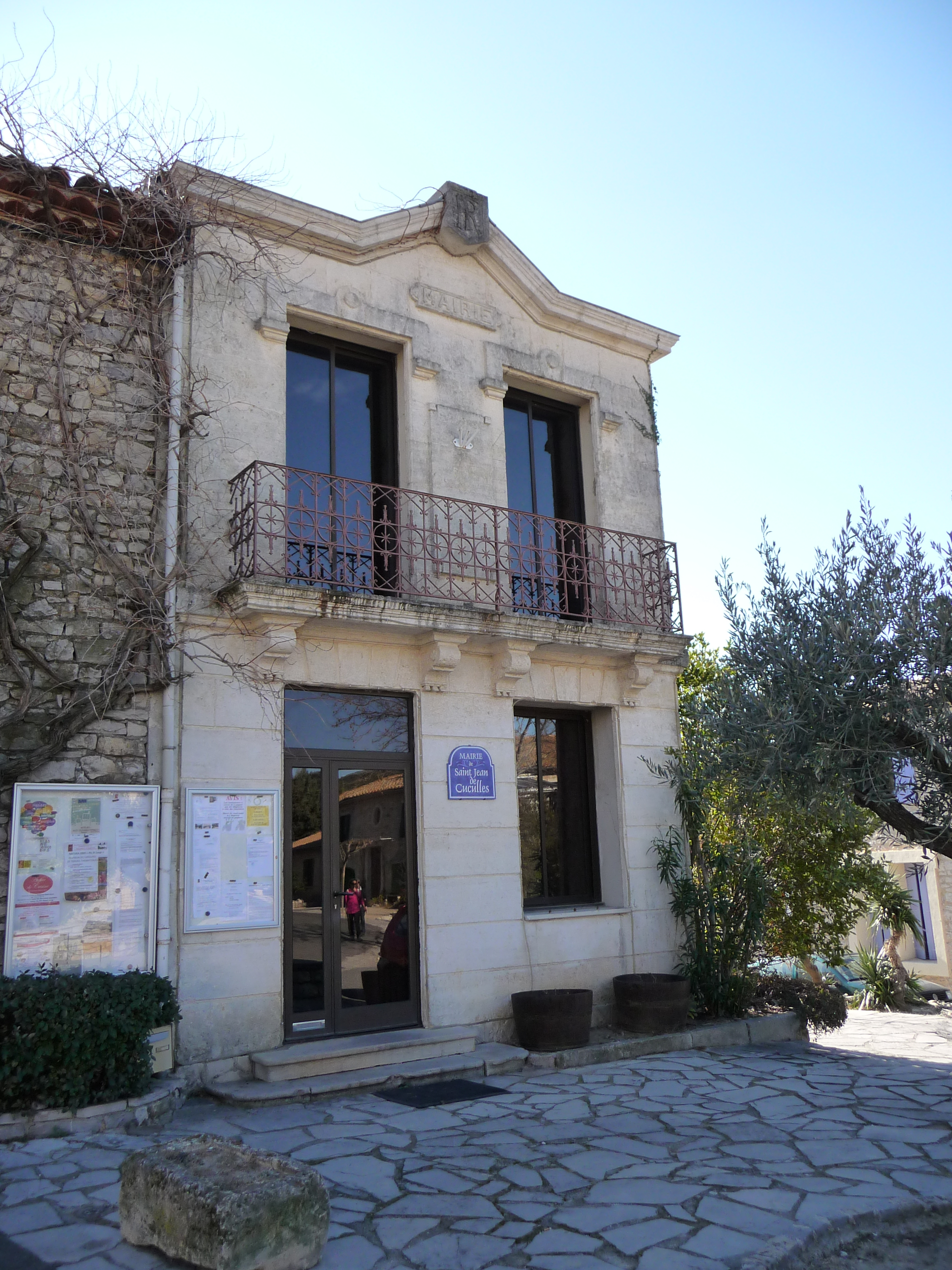
Mairie